# Phil McGraw
Phillip Calvin McGraw (Vinita, Oklahoma; 1 de septiembre de 1950), más conocido como Dr. Phil, es un exfutbolista, psicólogo y personalidad televisiva de Estados Unidos. Es escritor, actualmente el anfitrión de su propio programa de televisión, El show del Dr. Phil, que comenzó en 2002. Dio su primer salto a la fama cuando apareció en el Show de Oprah Winfrey en los años 1990. Obtuvo su título de B.A. en psicología en 1975, y su Ph.D. en psicología clínica en 1979, aunque actualmente no tiene licencia para ejercer al dejar de renovar desde 2006.

## Infancia y carrera deportiva
Es hijo de Jerry y Joe McGraw. Creció con sus dos hermanas mayores, Deana y Donna y su hermana menor Brenda en los yacimientos petrolíferos del Norte de Texas, donde su padre era un proveedor de equipo. Durante su infancia, su familia se mudó para que su padre realizara su sueño de ser psicólogo.
Estudió en Shawnee Mission North High School en Overland Park, Kansas. En 1968 se le concedió una beca de fútbol americano en la Universidad de Tulsa, donde jugaba como defensor en el equipo del entrenador Glenn Dobbs. El 23 de noviembre de ese año, su equipo perdió con la Universidad de Houston con un resultado de 100–6, que fue uno de los juegos más desequilibrados en la historia de fútbol americano de su escuela. El entrenador Dobbs se retiró después de esa temporada y McGraw fue transferido a Midwestern State University en Wichita Falls (Texas).

## Carrera
McGraw se graduó en 1975 en Midwestern State University con una licenciatura en psicología. Luego de obtener una maestría en psicología experimental en 1976, y un doctorado en psicología clínica en 1979 en la Universidad del Norte de Texas. Para su graduación escribió una tesis titulada "Artritis reumatoide: una intervención psicológica".
McGraw obtuvo la propiedad de una empresa de construcción con su cuñado al completar su pasantía por su doctorado.
Después de obtener su doctorado, Phillip McGraw se unió a su padre, el Dr. Joe McGraw, en Wichita Falls, Texas, donde el anciano McGraw había establecido su práctica privada de psicología.
En 1983, McGraw y su padre se unieron a Thelma Box, una exitosa empresaria de Texas, en presentación del seminario "Caminos", «una experiencia basada en la formación que permite a las personas a lograr y crear sus propios resultados». Los críticos afirman que muchas de las «frases y la terminología y los pintorescos refranes» utilizados por McGraw en El Show de Oprah Winfrey y El Show del Dr. Phil las acuñó del programa de televisión de Box y presentado por McGraw en este seminario. McGraw reconoce que algunos de los materiales de Estrategias de Vida, su primer best-seller, se ha tomado directamente del seminario de Box. Sin embargo, nunca ha mencionado a Thelma Box o sus contribuciones a su éxito en cualquiera de sus libros o programas de televisión.
Después de haber sido sancionado por su comportamiento poco ético por la Junta de Examinadores de Psicólogos del Estado de Texas en 1989, McGraw no pudo practicar psicología independiente.
En 1990, McGraw se unió al abogado Gary Dobbs en la fundación de la Sala de Ciencias Inc. (CSI), una empresa de consultoría a través de juicio donde McGraw más tarde entró en contacto con Oprah Winfrey.
El 15 de octubre de 1991, McGraw firmó un acuerdo para la venta de su seminario por 325.000 dólares sin notificar ni a su padre o a Thelma de la próxima venta. Hubo un sentimiento de traición, porque Phil había comprometido la integridad del programa. La acusación es que redujo el valor de los activos de la Caja en la empresa de venta por detrás de su espalda. Finalmente, el CSI se convirtió en una empresa rentable, asesorada por Fortune 500 y las empresas demandantes estaban heridas por igual en el logro de los asentamientos. McGraw ya no es un funcionario o director de dicha compañía.

### Oprah Winfrey y elShow del Dr. Phil
En 1995, Oprah Winfrey contrató a la empresa de consultoría jurídica de McGraw. Oprah quedó tan impresionada con él que le agradeció por su victoria en un caso que culminó en 1998. Poco después, ella lo invitó a aparecer en su espectáculo. Su apariencia ha tenido tanto éxito que comenzó a aparecer semanalmente en la especialización de "Relación con la Estrategia de Expertos y de la Vida" los días martes a partir de abril de 1998.
El próximo año, McGraw publicó su primer libro de mayor venta, Estrategias de vida, algunas de las cuales se han obtenido del seminario "Caminos". En los próximos cuatro años, McGraw publicó tres libros adicionales.
A partir de septiembre de 2002, McGraw formó Peteski Productions y lanzó su propio programa de televisión diario Dr.Phil Show, producido por Winfrey's Harpo Productions. El formato es una muestra de asesoramiento, donde se aborda un tema diferente en cada programa, ofreciendo su asesoramiento para los problemas de los clientes.

### Spin-offs
También en 2005, su hijo Jay McGraw creó un programa de televisión llamado Renovar mi familia que fue cancelado al inicio de su segunda temporada. Luego, Jay y Phil McGraw formaron Stage 29 Productions. Una semana más tarde, McGraw y su hijo anunciaron un nuevo espectáculo llamado Moochers. Sin embargo, el espectáculo se canceló antes de que los episodios salgan al aire. McGraw también publicó otro libro,Amor astuto, que no logró el éxito de su anteriores best-sellers.
En 2006, Dr. Phil House comenzó a transmitirse en el show del Dr. Phil. A raíz de una protesta de los vecinos, la sede en Los Ángeles fue cerrada y la producción se reanudó en un estudio de sonido.  McGraw alcanzó el lugar número 22 en la lista Forbes Celebrity 100, con ingresos de 45 millones de dólares.
Otro show fue Decision House que salió al aire a partir de septiembre a noviembre de 2007 pero fue cancelada debido a la falta de comentarios y malas calificaciones.
Los índices de audiencia del Dr. Phil en 2007 comenzaron a subir. En mayo, llegó a tener 7 millones de personas viendo el programa. Sin embargo, al final del año, la audiencia se acercó a 5,5 millones de personas. En agosto de 2008, la audiencia se redujo a poco más de 4 millones de televidentes. Los ingresos de McGraw disminuyeron a 30 millones de dólares (un 33% aproximadamente de sus ingresos) y su posición en Forbes se redujo al lugar número l30º en la lista Forbes Celebrity 100.
A finales de 2007, comenzó a promover la extensión de su programa, The Doctors. El show es conducido por el personaje de ER, el Dr. Travis Lane Stork. Otros expertos han aparecido en el Show del Dr. Phil tales como la Dra. Lisa Masterson, una obstetra y ginecólogo, el Dr. Andrew Ordon, un cirujano plástico, y el Dr. Jim Sears, un pediatra. Masterson, Ordon y Sears aparecieron en elShow del Dr. Phil durante la temporada 2007-08 a fin de que McGraw se pueda encargar en «articular la manera de dar consejo médico, mientras que están estudiando por un estudio de la audiencia en Los Ángeles». Jay McGraw (hijo mayor del Dr. Phil) es el productor ejecutivo del espectáculo. The Doctors debutó el 8 de septiembre de 2008, a partir del 10 de noviembre de 2008 y tiene una calificación de 2,0.

## Vida personal
El primer matrimonio y posterior divorcio de McGraw no fue divulgado hasta 2002 en un artículo de portada de Newsweek. Su primera esposa fue una exanimadora y reina llamada Debbie Higgins McCall, que se casó con él en 1970. Según ella, Phil era dominante y no le permitía participar en el negocio familiar. En cambio, afirmó que se limitaba a las tareas domésticas, que incluía levantar pesas para mejorar su cuerpo.
Después de su divorcio, McGraw comenzó a enamorarse de una estudiante universitaria de 20 años de edad llamada Robin Jo Jameson, con quien se casó tres años más tarde. El día de la boda dejó la escuela y su trabajo para convertirse en madre y ama de casa. Tiene dos hijos, Jay y Jordan.